# Jan Kiesselhuth i Konrad
Jan Kiesselhuth i Konrad – zasadźcy i pierwsi dziedziczni wójtowie miasta Bydgoszczy.
Byli z pochodzenia Niemcami, którzy prawdopodobnie spolonizowali się. Wywodzili się z dolnoniemieckiego obszaru językowego, na co wskazuje brzmienie nazwiska zbliżone do dolnoniemieckiej formy Kettelhodt. Wielu badaczy wskazuje również na Ziemię chełmińską (Prusy Zakonne), jako obszar z którego się wywodzili. Nie można wykluczyć, iż pochodzili z rodu szlacheckiego.
Janowi Kiesselhuth oraz jego towarzyszowi Konradowi, król Kazimierz Wielki przywilejem lokacyjnym wystawionym w Brześciu Kujawskim w dniu 19 kwietnia 1346 r. nadał „pewną równinę u stóp grodu powszechnie zwanego Bydgoszczą, nie zajętą i opuszczoną, dla założenia czy zasadzenia tam miasteczka lub miasta, posiadającego i przestrzegającego prawa niemieckiego magdeburskiego, które to miasto winno nazywać się Kunigesburg”. W przywileju tym ocenieni zostali jako „mężowie” odznaczający się „niezwykłą mądrością i przezornością”. Na mocy przywileju królewskiego Jan Kiesselhuth i Konrad oraz ich prawni spadkobiercy obojga płci otrzymali dziedzicznie wójtostwa i związane z tym szerokie uprawnienia przynoszące również duże korzyści materialne.
Ich działalność jako wójtów bydgoskich nie jest znana, lecz skutki ich pracy były trwałe i owocne, gdyż lokacja Bydgoszczy udała się. Miasto rozwijało się, co potwierdzają zarówno wzmianki w źródłach pisanych, jak i badania archeologiczne na terenie Starego Miasta w Bydgoszczy. 
Zmarli prawdopodobnie w II połowie XIV wieku, zaś wójtostwo sprzedali, gdyż w 1364 r. wzmiankowany jest jako wójt bydgoski niejaki Hemplo, a w 1375 r. - Jan. Na początku XV wieku dobra ziemskie należące do wójtostwa bydgoskiego przejął król Władysław Jagiełło, który uposażył nimi miejscowe starostwo.